# Korvskorpionmossa
Korvskorpionmossa (Scorpidium scorpioides) är en bladmossart som beskrevs av Limpricht 1899. Enligt Catalogue of Life ingår Korvskorpionmossa i släktet skorpionmossor och familjen Amblystegiaceae, men enligt Dyntaxa är tillhörigheten istället släktet skorpionmossor och familjen Calliergonaceae. Arten är reproducerande i Sverige. Inga underarter finns listade i Catalogue of Life.

## Bildgalleri

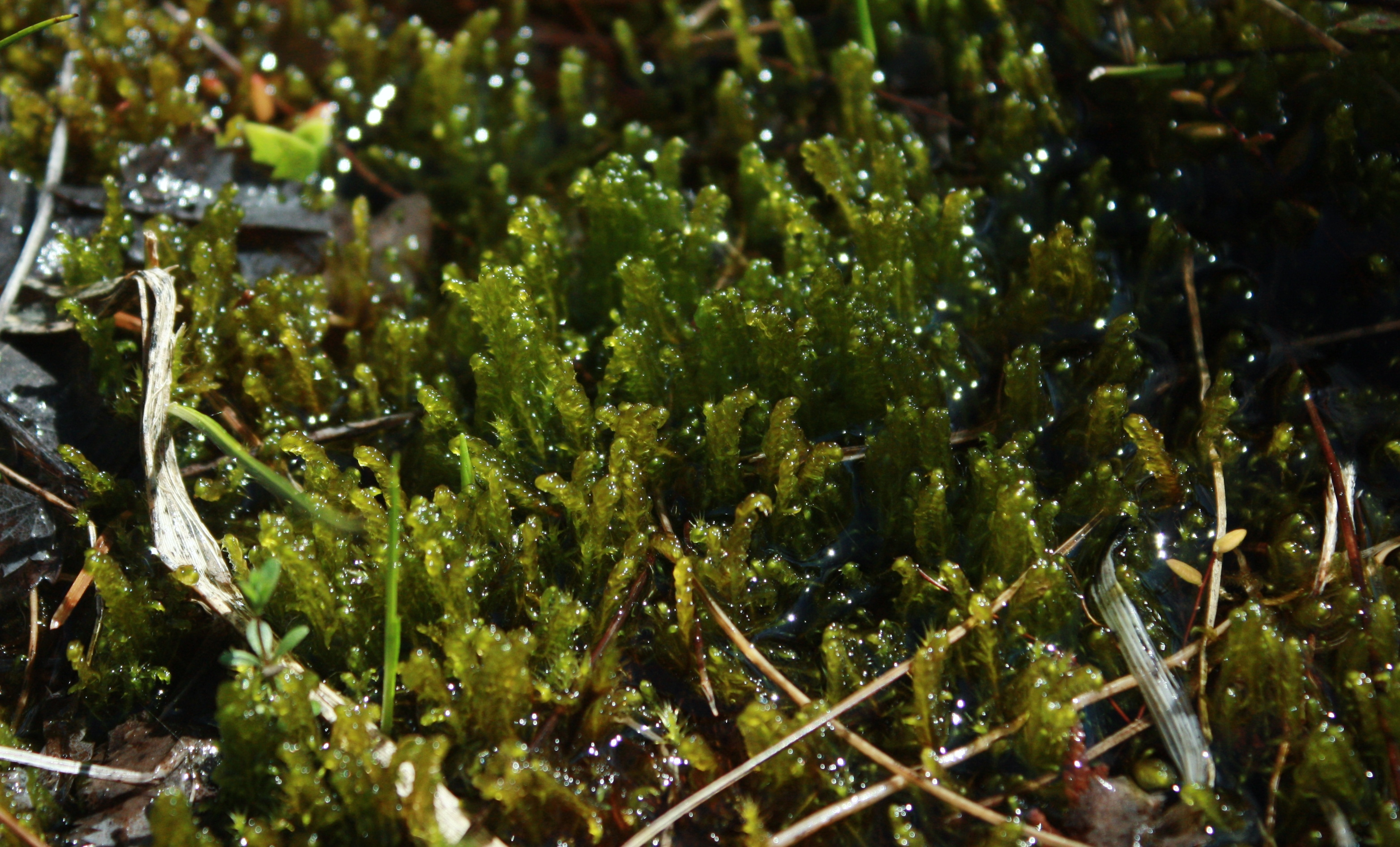